# Njurunda tätortsområde
Njurunda tätortsområde är en av Sundsvalls kommuns åtta kommundelar. Den omfattar området kring tätorterna Dingersjö, Essvik, Kvissleby, Njurundabommen, Skottsund, Stockvik och Svartvik inom Njurunda distrikt.